# لي باغيت جونيور
لي باغيت جونيور (بالإنجليزية: Lee Baggett, Jr.)‏ هو ضابط أمريكي، ولد في 11 يناير 1927 في أكسفورد في الولايات المتحدة، وتوفي في 10 أغسطس 1999 في سان دييغو في الولايات المتحدة.